# قصر بغداد
قصر بغداد إحدى قرى مركز كفر الزيات التابع لمحافظة الغربية بجمهورية مصر العربية.

## التاريخ
تعد قصر بغداد من القرى القديمة واسمها الأصلي «إخشا»، وكانت ضمن أعمال جزيرة بني نصر، وقد ذكرها ابن الجيعان الذي عاش في القرن التاسع الهجري في كتابه «التحفة السنية في أسماء البلاد المصرية» وقال بأن مساحتها 4,000 فدان وأنها كانت موقوفة عطاءً لإبراهيم بن السلطان المملوكي الأشرف شعبان بن حسين.
نزل بها أمير من أمراء المماليك يدعى حسام الدين محمد بن بغداد في القرن العاشر الهجري  وغيّر اسمها إلى «قصر بغداد». وذكر علي باشا مبارك في كتابه الخطط التوفيقية أنها من قرية بمركز تلا بمديرية المنوفية، وأن أغلب أبنيتها من اللبن وبها جامع من الآجر. نقلت القرية في 6 أبريل 1955 إلى مركز كفر الزيات.

## السكان
بلغ عدد سكان قصر بغداد 13,913 نسمة حسب تقدير عام 2018.
| السنة  | 1882 | 1897 | 1907 | 1960 | 1976 | 1986 | 1996 | 2006   | 2018   |
| ------ | ---- | ---- | ---- | ---- | ---- | ---- | ---- | ------ | ------ |
| القرية | 2728 | 4038 | 4224 | 4978 | 6132 | 7659 | 9106 | 10,548 | 13,913 |